# Silvana La Spina
Silvana La Spina (Galliera Veneta, 1945) è una scrittrice italiana.

## Biografia
Nata in provincia di Padova da padre siciliano e madre veneta, dopo gli studi in collegio si sposò, a 18 anni, contro la volontà dei genitori: il matrimonio fu però annullato dal Tribunale della Rota Romana. Si è poi trasferita a Catania, dove vive; la Sicilia è ambientazione principale delle sue opere. Morte a Palermo è il primo romanzo in cui "crea il personaggio del commissario Santoro, capace di sentenziare con piena saggezza sicula sugli uomini e sul mondo" le procurò il premio Mondello. In seguito, nel 1993, ha vinto il Premio letterario Piero Chiara  per il romanzo Scirocco (1992) e con  L’amante del Paradiso (1997) ha conquistato il prestigioso premio Grinzane Cavour .

## Opere

### Narrativa
- Morte a Palermo, Milano, La tartaruga, 1987
- L'ultimo delitto di madame, 1987
- Scirocco e altri racconti, Milano, La tartaruga, 1992
- L'ultimo treno da Catania, Milano, Bompiani, 1992
- Quando Marte è in Capricorno, Milano, Bompiani, 1994
- Un inganno dei sensi malizioso, Milano, Mondadori, 1995
- Bellarosa, Milano, La tartaruga, 1997
- L'amante del paradiso, Milano, Mondadori, 1997
- Penelope, Milano, La tartaruga, 1998
- Morte a Palermo, Milano, Baldini & Castoldi, 1999 (Milano, Et al, 2013)
- La creata Antonia, Milano, Mondadori, 2001
- Uno sbirro femmina, Milano, Mondadori, 2007
- La bambina pericolosa, Milano, Mondadori, 2008
- Un cadavere eccellente: una nuova indagine per lo sbirro femmina, Milano, Mondadori, 2011
- La continentale, Milano, Mondadori, 2014
- L'uomo che veniva da Messina, Firenze, Giunti, 2015
- L'uomo del Viceré, Vicenza, Neri Pozza, 2021
- Angelica, Vicenza, Neri Pozza, 2022
- Penelope, La Tartaruga, 2023, ISBN 9788894814460
- L' uomo di zolfo. Il romanzo di Luigi Pirandello, Bompiani, 2023, ISBN 9788830119260
- L' ombra dei Beati Paoli, Neri Pozza, 2024, ISBN 9788854526310
- Un rebus per Leonardo Sciascia, Marsilio, 2025, ISBN 9788829791576

### Saggi
- La mafia spiegata ai miei figli (e anche ai figli degli altri), Milano, Bompiani, 2006